# Sigmatostalix weinmanniana
Sigmatostalix weinmanniana là một loài thực vật có hoa trong họ Lan. Loài này được Königer miêu tả khoa học đầu tiên năm 1994.